# Agyneta hedini
Agyneta hedini là một loài nhện trong họ Linyphiidae.
Loài này thuộc chi Agyneta. Agyneta hedini được Paquin & Dupérré miêu tả năm 2009.